# Тереза Воборнікова
Тереза Воборнікова (чеськ. Tereza Voborníková) — чеська біатлоністка, призерка чемпіонату світу, дворазова чемпіонка молодіжних світових першостей, призерка чемпіонатів світу серед юніорів. 

## Результати
Джерелом усіх результатів є сайт  Міжнародного союзу біатлоністів.

### Олімпійські ігри
Без медалей
| Змагання   | Індивідуалка | Спринт | Персьют | Масстарт | Естафета | Змішана естафета |
| ---------- | ------------ | ------ | ------- | -------- | -------- | ---------------- |
| Пекін 2022 | 34           | 58     | LAP     | Н/Д      | Н/Д      | Н/Д              |

### Чемпіонати світу
1 медаль
| Event            | Індивідуалка | Спринт | Персьют | Масстарт | Естафета | Змішана естафета | Одиночна змішана естафета |
| ---------------- | ------------ | ------ | ------- | -------- | -------- | ---------------- | ------------------------- |
| Обергоф 2023     | 45           | 18     | 7       | 18       | 7        | —                | 14                        |
| Нове Место 2024  | 52           | 32     | 13      | —        | 7        | —                | —                         |
| Ленцергайде 2025 |              | 71     | —       |          |          | Срібло           |                           |

## Послання на джерела
1. 1 2 3 4 5  Olympedia — 2006.